# Massafra
Massafra és un municipi italià, situat a la regió de la Pulla i a la província de Tàrent. L'any 2006 tenia 31.548 habitants. Limita amb els municipis de Crispiano, Martina Franca, Mottola, Palagiano, Statte i Tàrent.

## Administració
| Període   | Nom                        | Partit          |
| --------- | -------------------------- | --------------- |
| 2006-2011 | Martino Carmelo Tamburrano | Forza Italia    |
| 2011-2016 | Martino Carmelo Tamburrano | Forza Italia    |
| 2016-     | Fabrizio Quarto            | Strada Maggiore |

## Llocs d'interés
- Parc natural regiona Terra delle Gravine